# John Smith (Ohiopolitiker)
John Smith, född omkring 1735 i Virginia, död 30 juli 1824 i St. Francisville, Louisiana, var en amerikansk politiker (demokrat-republikan). Han representerade delstaten Ohio i USA:s senat 1803-1808.
Smith arbetade som baptistpastor innan han blev politiker. Han deltog i Ohios konstitutionskonvent 1802.
Ohio blev 1803 delstat och till de två första senatorerna valdes Smith och Thomas Worthington. Smith avgick 1808 och efterträddes som senator av Return J. Meigs. Smith var vän med Aaron Burr. Han anklagades för att ha konspirerat med Burr för att försöka bryta ut en del av USA i syfte att grunda en egen stat. Smith var inte delaktig i Burrs politiska planer och till sist befanns båda två oskyldiga. Burr hade visat intresse för spanskt territorium men hade inte gjort någonting för att bryta loss områden ur USA.